# Efeito Rashba

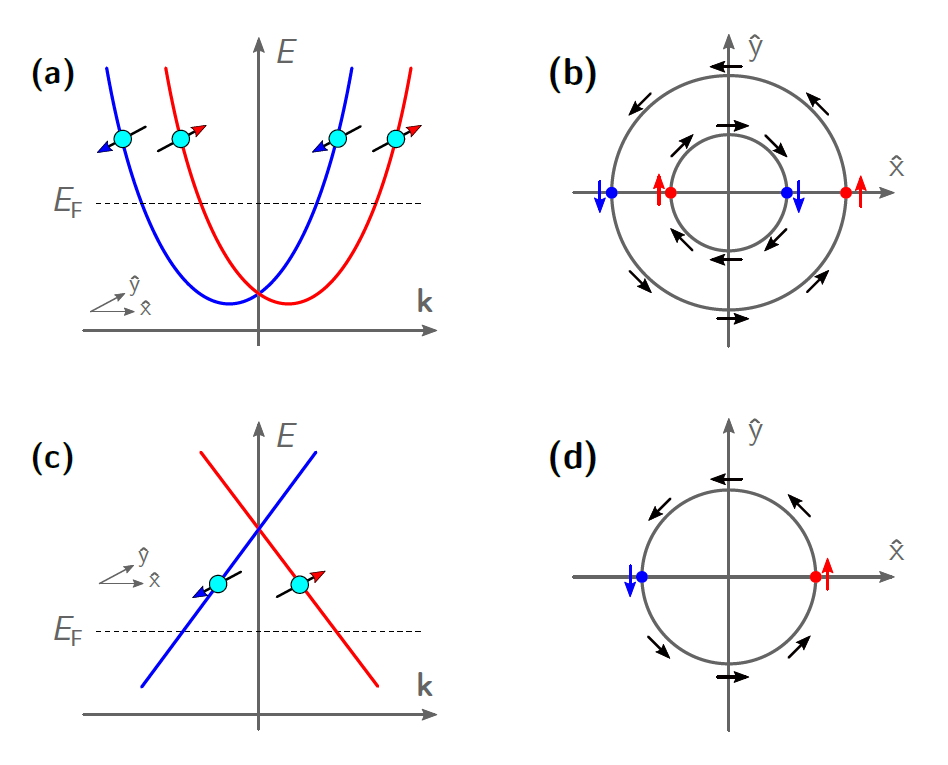
Relações de dispersão de energia do isolante topológico e Rashba-dividido e contornos de Fermi: seção de relação de dispersão de energia (a) e contornos de Fermi (b) produzidos pelo efeito Rashba e seção de relação de dispersão de energia (c) e contorno de Fermi (d) na superfície do isolante topológico.

O efeito Rashba, ou efeito Rashba-Dresselhaus, descoberto em 1959, é uma divisão dependente do momento das bandas do spin em sistemas bidimensionais da matéria condensada (heteroestruturas e estados de superfície) semelhante à divisão de partículas e anti-partículas em Dirac hamiltoniana. Este efeito é chamado em honra de Emmanuel Rashba